# Casa a la plaça Major, 12 (Conques)
Casa a la plaça Major, 12 és una obra de Isona i Conca Dellà (Pallars Jussà) inclosa a l'Inventari del Patrimoni Arquitectònic de Catalunya.

## Descripció
Habitatge unifamiliar entre mitgeres de planta baixa, pis i golfa. Tipologia típica amb gran entrada a la que s'accedeix per un portal adovellat. Hi ha dues petites finestres en planta baixa afegides posteriorment, que trenquen la composició original. Façana de carreus de pedra picada i balconada de pedra antiga. Llinda de pedra més moderna a les finestres. Escut de ferro.